# Hayley Erin
Hayley Erin Feil, född 13 juli 1994 i Los Angeles i Kalifornien, är en amerikansk skådespelerska. Hon är känd för att ha spelat rollen som Abby Newman i CBS såpopera The Young and the Restless, Kiki Jerome i ABCs såpopera General Hospital, och Taylor Hotchkiss i Freeform-serien Pretty Little Liars: The Perfectionists. För sin insats i General Hospital, fick hon motta en Daytime Emmy Award år 2019, detta i kategorin Bästa unga kvinnliga roll i en dramaserie.
Hayley Erin är sedan år 2020 gift med irländske skådespelaren Adam Fergus, med vilken hon har de två tvillingdöttrarna Maude och Juno (födda 2021).

## Filmografi (i urval)

### TV-serier
- 2003–2005 – Mad TV (TV-serie)
- 2004 – Malcolm – Ett geni i familjen (TV-serie)
- 2004 – The District (TV-serie)
- 2006 – Emily's Reasons Why Not (TV-serie)
- 2006 – Kungen av Queens (TV-serie)
- 2007 – Big Love (TV-serie) (även 2009)
- 2008–2010 – The Young and the Restless (TV-serie) (även 2023 och framåt)
- 2008 – 2 1/2 män (TV-serie)
- 2009 – Modern Family (TV-serie) (även 2020)
- 2010 – True Jackson (TV-serie)
- 2011 – Bucket & Skinner (TV-serie)
- 2012 – A.N.T. – Avancerad Ny Talang (TV-serie)
- 2012 – The Glades (TV-serie)
- 2012–2013 – Melissa & Joey (TV-serie)
- 2014 – Austin och Ally (TV-serie)
- 2015–2019 – General Hospital (TV-serie)
- 2016 – NCIS (TV-serie)
- 2019 – Pretty Little Liars: The Perfectionists (TV-serie)
- 2019 – L.A.'s Finest (TV-serie)